# بوبي سانتوس الثالث
بوبي سانتوس الثالث (بالإنجليزية: Bobby Santos III)‏ هو سائق سباق أمريكي، ولد في 3 أكتوبر 1985 في فرانكلين في الولايات المتحدة.

## وصلات خارجية
- بوبي سانتوس الثالث على موقع Racing-Reference.info (الإنجليزية)